# Clásica de Almería 2025
 (février 2025).
Si vous disposez d'ouvrages ou d'articles de référence ou si vous connaissez des sites web de qualité traitant du thème abordé ici, merci de compléter l'article en donnant les références utiles à sa vérifiabilité et en les liant à la section « Notes et références ».
La 40e édition de la Clásica de Almería, une course cycliste masculine, a lieu le 16 février 2025, sur un parcours de 189,1 kilomètres tracé entre Puebla de Vicar et Roquetas de Mar. La course fait partie du calendrier UCI ProSeries 2025 en catégorie 1.Pro.

## Équipes participantes
19 équipes participent à la course - 6 WorldTeams, 11 ProTeams et 2 équipes continentales :
| WorldTeams (6)- Intermarché-Wanty - Cofidis - Arkéa-B&B Hotels - Movistar Team - Team Jayco AlUla - XDS Astana Team ProTeams (11)- Q36.5 Pro Cycling Team - Tudor Pro Cycling Team - Lotto - Team TotalEnergies - Euskaltel-Euskadi - Burgos-Burpellet-BH - Caja Rural-Seguros RGA - Team Polti VisitMalta - Equipo Kern Pharma - Team Flanders-Baloise - VF Group-Bardiani CSF-Faizanè Équipe continentale- Illes Balears Arabay |
| |

## Classement final
| \| Classement général \| Classement général \| Classement général \| Classement général \| Classement général \| \| Coureur \| Coureur \| Pays \| Équipe \| Temps \| \| ------------------ \| ------------------ \| ------------------ \| ---------------------- \| ------------------ \| \| 1er \| Milan Fretin \| Belgique \| Cofidis \| 4 h 25 min 47 s \| \| 2e \| Max Kanter \| Allemagne \| XDS Astana Team \| + 0 s \| \| 3e \| Émilien Jeannière \| France \| Team TotalEnergies \| + 0 s \| \| 4e \| Arnaud De Lie \| Belgique \| Lotto \| + 0 s \| \| 5e \| Giovanni Lonardi \| Italie \| Team Polti VisitMalta \| + 0 s \| \| 6e \| Fabian Lienhard \| Suisse \| Tudor Pro Cycling Team \| + 0 s \| \| 7e \| Alberto Dainese \| Italie \| Tudor Pro Cycling Team \| + 0 s \| \| 8e \| Manuel Peñalver \| Espagne \| Team Polti VisitMalta \| + 0 s \| \| 9e \| Iúri Leitão \| Portugal \| Caja Rural-Seguros RGA \| + 0 s \| \| 10e \| Orluis Aular \| Venezuela \| Movistar Team \| + 0 s \| |                   |           |                        |                 |
| |                   |           |                        |                 |
| Source : ProCyclingStats |                   |           |                        |                 |
| Classement général |                   |           |                        |                 |
| Coureur | Coureur           | Pays      | Équipe                 | Temps           |
| 1er | Milan Fretin      | Belgique  | Cofidis                | 4 h 25 min 47 s |
| 2e | Max Kanter        | Allemagne | XDS Astana Team        | + 0 s           |
| 3e | Émilien Jeannière | France    | Team TotalEnergies     | + 0 s           |
| 4e | Arnaud De Lie     | Belgique  | Lotto                  | + 0 s           |
| 5e | Giovanni Lonardi  | Italie    | Team Polti VisitMalta  | + 0 s           |
| 6e | Fabian Lienhard   | Suisse    | Tudor Pro Cycling Team | + 0 s           |
| 7e | Alberto Dainese   | Italie    | Tudor Pro Cycling Team | + 0 s           |
| 8e | Manuel Peñalver   | Espagne   | Team Polti VisitMalta  | + 0 s           |
| 9e | Iúri Leitão       | Portugal  | Caja Rural-Seguros RGA | + 0 s           |
| 10e | Orluis Aular      | Venezuela | Movistar Team          | + 0 s           |

## Classement UCI
La course attribue des points aux coureurs pour le Classement mondial UCI 2025 selon le barème suivant :
| Position           | 1er | 2e  | 3e  | 4e  | 5e | 6e | 7e | 8e | 9e | 10e | 11e | 12e | 13e | 14e | 15e | 16e à 30e | 31e à 40e |
| Classement général | 200 | 150 | 125 | 100 | 85 | 70 | 60 | 50 | 40 | 35  | 30  | 25  | 20  | 15  | 10  | 5         | 3         |

## Liste de participants
| Q36.5 Pro Cycling Team Q36     | Q36.5 Pro Cycling Team Q36  | Q36.5 Pro Cycling Team Q36 |
| ------------------------------ | --------------------------- | -------------------------- |
| Num                            | Coureur                     | Pos                        |
| 1                              | Matteo Moschetti (ITA)      | 28e                        |
| 2                              | Frederik Frison (BEL)       | 108e                       |
| 3                              | Giacomo Nizzolo (ITA)       | 27e                        |
| 4                              | Emīls Liepiņš (LAT) (route) | 72e                        |
| 5                              | Kamil Małecki (POL)         | AB                         |
| 6                              | Nicolò Parisini (ITA)       | 83e                        |
| 7                              | Nickolas Zukowsky (CAN)     | 92e                        |
| Directeur sportif : Jens Zemke |                             |                            |

| Tudor Pro Cycling Team TUD      | Tudor Pro Cycling Team TUD | Tudor Pro Cycling Team TUD |
| ------------------------------- | -------------------------- | -------------------------- |
| Num                             | Coureur                    | Pos                        |
| 11                              | Alberto Dainese (ITA)      | 7e                         |
| 12                              | Petr Kelemen (CZE)         | 58e                        |
| 13                              | Marco Haller (AUT)         | 63e                        |
| 14                              | Miká Heming (GER)          | 71e                        |
| 15                              | Fabian Lienhard (SUI)      | 6e                         |
| 16                              | Aivaras Mikutis (LTU)      | 87e                        |
| 17                              | Roland Thalmann (SUI)      | 112e                       |
| Directeur sportif : Bart Leysen |                            |                            |

| Lotto LTD                         | Lotto LTD                   | Lotto LTD |
| --------------------------------- | --------------------------- | --------- |
| Num                               | Coureur                     | Pos       |
| 21                                | Arnaud De Lie (BEL) (route) | 4e        |
| 22                                | Matys Grisel (FRA)          | 54e       |
| 23                                | Jarrad Drizners (AUS)       | 82e       |
| 24                                | Sébastien Grignard (BEL)    | 106e      |
| 25                                | Milan Donie (BEL)           | 85e       |
| 26                                | Baptiste Veistroffer (FRA)  | 114e      |
| Directeur sportif : Tony Gallopin |                             |           |

| Intermarché-Wanty IWA                   | Intermarché-Wanty IWA           | Intermarché-Wanty IWA |
| --------------------------------------- | ------------------------------- | --------------------- |
| Num                                     | Coureur                         | Pos                   |
| 31                                      | Alexy Faure Prost (FRA)         | 105e                  |
| 32                                      | Zeno Moonen (BEL)               | 24e                   |
| 33                                      | Felix Ørn-Kristoff (NOR)        | 33e                   |
| 34                                      | Hugo Page (FRA)                 | NP                    |
| 35                                      | Laurenz Rex (BEL)               | 11e                   |
| 36                                      | Luca Van Boven (BEL)            | 56e                   |
| 37                                      | Roel van Sintmaartensdijk (NED) | 70e                   |
| Directeur sportif : Sébastien Demarbaix |                                 |                       |

| Cofidis COF                          | Cofidis COF           | Cofidis COF |
| ------------------------------------ | --------------------- | ----------- |
| Num                                  | Coureur               | Pos         |
| 41                                   | Milan Fretin (BEL)    | 1er         |
| 42                                   | Piet Allegaert (BEL)  | 52e         |
| 43                                   | Nolann Mahoudo (FRA)  | 68e         |
| 44                                   | Jonathan Lastra (ESP) | 69e         |
| 45                                   | Jan Maas (NED)        | 90e         |
| 46                                   | Hugo Toumire (FRA)    | 94e         |
| 47                                   | Bryan Coquard (FRA)   | 34e         |
| Directeur sportif : Bingen Fernández |                       |             |

| Team TotalEnergies TEN              | Team TotalEnergies TEN  | Team TotalEnergies TEN |
| ----------------------------------- | ----------------------- | ---------------------- |
| Num                                 | Coureur                 | Pos                    |
| 51                                  | Alexys Brunel (FRA)     | 104e                   |
| 52                                  | Florian Dauphin (FRA)   | 81e                    |
| 53                                  | Joris Delbove (FRA)     | 97e                    |
| 54                                  | Fabien Doubey (FRA)     | 57e                    |
| 55                                  | Émilien Jeannière (FRA) | 3e                     |
| 56                                  | Nicola Marcerou (FRA)   | 96e                    |
| 57                                  | Anthony Turgis (FRA)    | 42e                    |
| Directeur sportif : Lylian Lebreton |                         |                        |

| Arkéa-B&B Hotels ARK              | Arkéa-B&B Hotels ARK   | Arkéa-B&B Hotels ARK |
| --------------------------------- | ---------------------- | -------------------- |
| Num                               | Coureur                | Pos                  |
| 62                                | Giosuè Epis (ITA)      | 65e                  |
| 63                                | Donavan Grondin (FRA)  | 74e                  |
| 64                                | Luca Mozzato (ITA)     | 75e                  |
| 65                                | Miles Scotson (AUS)    | 49e                  |
| 66                                | Florian Sénéchal (FRA) | 73e                  |
| 67                                | Nicolas Milesi (ITA)   | 93e                  |
| Directeur sportif : Arnaud Gérard |                        |                      |

| Movistar Team MOV                      | Movistar Team MOV         | Movistar Team MOV |
| -------------------------------------- | ------------------------- | ----------------- |
| Num                                    | Coureur                   | Pos               |
| 71                                     | Jorge Arcas (ESP)         | 36e               |
| 72                                     | Iván García Cortina (ESP) | 13e               |
| 73                                     | Lorenzo Milesi (ITA)      | 43e               |
| 74                                     | Orluis Aular (VEN)        | 10e               |
| 75                                     | Nairo Quintana (COL)      | 103e              |
| 76                                     | Mathias Norsgaard (DEN)   | 64e               |
| Directeur sportif : José Joaquín Rojas |                           |                   |

| Euskaltel-Euskadi EUS           | Euskaltel-Euskadi EUS          | Euskaltel-Euskadi EUS |
| ------------------------------- | ------------------------------ | --------------------- |
| Num                             | Coureur                        | Pos                   |
| 81                              | Xabier Berasategi (ESP)        | 18e                   |
| 82                              | Andoni López de Abetxuko (ESP) | 44e                   |
| 83                              | David Dekker (NED)             | 15e                   |
| 84                              | Paul Hennequin (FRA)           | 76e                   |
| 85                              | Iker Bonillo (ESP)             | 26e                   |
| 86                              | Unai Zubeldia (ESP)            | 60e                   |
| 87                              | Danny van der Tuuk (POL)       | 91e                   |
| Directeur sportif : Rubén Pérez |                                |                       |

| Team Jayco AlUla JAY             | Team Jayco AlUla JAY    | Team Jayco AlUla JAY |
| -------------------------------- | ----------------------- | -------------------- |
| Num                              | Coureur                 | Pos                  |
| 91                               | Hagos Welay Berhe (ETH) | 89e                  |
| 92                               | Anders Foldager (DEN)   | 17e                  |
| 93                               | Jesse Kramer (NED)      | 78e                  |
| 96                               | Jelte Krijnsen (NED)    | AB                   |
| 97                               | Jasha Sütterlin (GER)   | 67e                  |
| Directeur sportif : Rafael Valls |                         |                      |

| Burgos-Burpellet-BH BBH           | Burgos-Burpellet-BH BBH   | Burgos-Burpellet-BH BBH |
| --------------------------------- | ------------------------- | ----------------------- |
| Num                               | Coureur                   | Pos                     |
| 101                               | George Jackson (NZL)      | 50e                     |
| 102                               | Geórgios Boúglas (GRE)    | 37e                     |
| 103                               | Rodrigo Álvarez (ESP)     | 25e                     |
| 104                               | Ángel Fuentes (ESP)       | 23e                     |
| 105                               | David Martín Romero (ESP) | 40e                     |
| 106                               | Tomoya Koyama (JPN)       | AB                      |
| 107                               | Daniel Cavia (ESP)        | 31e                     |
| Directeur sportif : Damien Garcia |                           |                         |

| XDS Astana Team XAT                | XDS Astana Team XAT       | XDS Astana Team XAT |
| ---------------------------------- | ------------------------- | ------------------- |
| Num                                | Coureur                   | Pos                 |
| 111                                | Michele Gazzoli (ITA)     | 79e                 |
| 112                                | Max Kanter (GER)          | 2e                  |
| 113                                | Darren van Bekkum (NED)   | 84e                 |
| 114                                | Simone Velasco (ITA)      | 55e                 |
| 115                                | Gleb Syritsa (RUS)        | 39e                 |
| 116                                | Clément Champoussin (FRA) | 115e                |
| 117                                | Lev Gonov (RUS)           | 77e                 |
| Directeur sportif : Stefano Zanini |                           |                     |

| Caja Rural-Seguros RGA CJR         | Caja Rural-Seguros RGA CJR    | Caja Rural-Seguros RGA CJR |
| ---------------------------------- | ----------------------------- | -------------------------- |
| Num                                | Coureur                       | Pos                        |
| 121                                | Daniel Babor (CZE)            | 66e                        |
| 122                                | Iúri Leitão (POR)             | 9e                         |
| 123                                | Sergi Darder (ESP)            | 22e                        |
| 124                                | Samuel Fernández García (ESP) | 46e                        |
| 125                                | Joseba López (ESP)            | 48e                        |
| 126                                | Francisco Peñuela (VEN)       | 32e                        |
| 127                                | Eduard Prades (ESP)           | 45e                        |
| Directeur sportif : Rubén Martínez |                               |                            |

| Team Polti VisitMalta PTV                    | Team Polti VisitMalta PTV   | Team Polti VisitMalta PTV |
| -------------------------------------------- | --------------------------- | ------------------------- |
| Num                                          | Coureur                     | Pos                       |
| 131                                          | Andrea Pietrobon (ITA)      | 98e                       |
| 132                                          | Giovanni Lonardi (ITA)      | 5e                        |
| 133                                          | Mirco Maestri (ITA)         | 20e                       |
| 134                                          | Francisco Muñoz Llana (ESP) | 99e                       |
| 135                                          | Manuel Peñalver (ESP)       | 8e                        |
| 136                                          | Javier Serrano (ESP)        | 19e                       |
| 137                                          | Diego Pablo Sevilla (ESP)   | 62e                       |
| Directeur sportif : Jesús Hernández Blázquez |                             |                           |

| Equipo Kern Pharma EKP             | Equipo Kern Pharma EKP            | Equipo Kern Pharma EKP |
| ---------------------------------- | --------------------------------- | ---------------------- |
| Num                                | Coureur                           | Pos                    |
| 142                                | Miguel Ángel Fernández Ruiz (ESP) | 12e                    |
| 143                                | Francisco Galván (ESP)            | 14e                    |
| 144                                | Iñigo Elosegui (ESP)              | 111e                   |
| 145                                | Ibai Azanza (ESP)                 | 110e                   |
| 146                                | Antonio Jesús Soto (ESP)          | 21e                    |
| 147                                | Haimar Etxeberria (ESP)           | 16e                    |
| Directeur sportif : Juan José Oroz |                                   |                        |

| Team Flanders-Baloise TFB          | Team Flanders-Baloise TFB | Team Flanders-Baloise TFB |
| ---------------------------------- | ------------------------- | ------------------------- |
| Num                                | Coureur                   | Pos                       |
| 151                                | Alex Colman (BEL)         | 38e                       |
| 152                                | Tuur Dens (BEL)           | 100e                      |
| 153                                | Vince Gerits (BEL)        | 30e                       |
| 154                                | Aaron Van Poucke (BEL)    | AB                        |
| 155                                | Yentl Vandevelde (BEL)    | 47e                       |
| 156                                | Ward Vanhoof (BEL)        | 59e                       |
| 157                                | Victor Vercouillie (BEL)  | 109e                      |
| Directeur sportif : Andy Missotten |                           |                           |

| Illes Balears Arabay IBA           | Illes Balears Arabay IBA        | Illes Balears Arabay IBA |
| ---------------------------------- | ------------------------------- | ------------------------ |
| Num                                | Coureur                         | Pos                      |
| 161                                | Edgar Curto (ESP)               | 88e                      |
| 162                                | Joan Gamundi (ESP)              | 95e                      |
| 163                                | José María García Soriano (ESP) | 41e                      |
| 164                                | Ricard Fitó (ESP)               | 35e                      |
| 165                                | Unai Esparza (ESP)              | 107e                     |
| 166                                | Joan Albert Riera (ESP)         | 113e                     |
| 167                                | Sergio Trueba (ESP)             | 51e                      |
| Directeur sportif : Daniel Navarro |                                 |                          |

| VF Group-Bardiani CSF-Faizanè VBF | VF Group-Bardiani CSF-Faizanè VBF | VF Group-Bardiani CSF-Faizanè VBF |
| --------------------------------- | --------------------------------- | --------------------------------- |
| Num                               | Coureur                           | Pos                               |
| 171                               | Luca Colnaghi (ITA)               | 29e                               |
| 172                               | Luca Covili (ITA)                 | 61e                               |
| 173                               | Luca Paletti (ITA)                | 86e                               |
| 174                               | Filippo Turconi (ITA)             | 53e                               |
| 175                               | Martin Marcellusi (ITA)           | 102e                              |
| 176                               | Alessio Martinelli (ITA)          | 101e                              |
| 177                               | Andrea Montagner (ITA)            | 80e                               |
| Directeur sportif : Mirko Rossato |                                   |                                   |

| Q36.5 Pro Cycling Team Q36     | Q36.5 Pro Cycling Team Q36  | Q36.5 Pro Cycling Team Q36 |
| ------------------------------ | --------------------------- | -------------------------- |
| Num                            | Coureur                     | Pos                        |
| 1                              | Matteo Moschetti (ITA)      | 28e                        |
| 2                              | Frederik Frison (BEL)       | 108e                       |
| 3                              | Giacomo Nizzolo (ITA)       | 27e                        |
| 4                              | Emīls Liepiņš (LAT) (route) | 72e                        |
| 5                              | Kamil Małecki (POL)         | AB                         |
| 6                              | Nicolò Parisini (ITA)       | 83e                        |
| 7                              | Nickolas Zukowsky (CAN)     | 92e                        |
| Directeur sportif : Jens Zemke |                             |                            |

| Tudor Pro Cycling Team TUD      | Tudor Pro Cycling Team TUD | Tudor Pro Cycling Team TUD |
| ------------------------------- | -------------------------- | -------------------------- |
| Num                             | Coureur                    | Pos                        |
| 11                              | Alberto Dainese (ITA)      | 7e                         |
| 12                              | Petr Kelemen (CZE)         | 58e                        |
| 13                              | Marco Haller (AUT)         | 63e                        |
| 14                              | Miká Heming (GER)          | 71e                        |
| 15                              | Fabian Lienhard (SUI)      | 6e                         |
| 16                              | Aivaras Mikutis (LTU)      | 87e                        |
| 17                              | Roland Thalmann (SUI)      | 112e                       |
| Directeur sportif : Bart Leysen |                            |                            |

| Lotto LTD                         | Lotto LTD                   | Lotto LTD |
| --------------------------------- | --------------------------- | --------- |
| Num                               | Coureur                     | Pos       |
| 21                                | Arnaud De Lie (BEL) (route) | 4e        |
| 22                                | Matys Grisel (FRA)          | 54e       |
| 23                                | Jarrad Drizners (AUS)       | 82e       |
| 24                                | Sébastien Grignard (BEL)    | 106e      |
| 25                                | Milan Donie (BEL)           | 85e       |
| 26                                | Baptiste Veistroffer (FRA)  | 114e      |
| Directeur sportif : Tony Gallopin |                             |           |

| Intermarché-Wanty IWA                   | Intermarché-Wanty IWA           | Intermarché-Wanty IWA |
| --------------------------------------- | ------------------------------- | --------------------- |
| Num                                     | Coureur                         | Pos                   |
| 31                                      | Alexy Faure Prost (FRA)         | 105e                  |
| 32                                      | Zeno Moonen (BEL)               | 24e                   |
| 33                                      | Felix Ørn-Kristoff (NOR)        | 33e                   |
| 34                                      | Hugo Page (FRA)                 | NP                    |
| 35                                      | Laurenz Rex (BEL)               | 11e                   |
| 36                                      | Luca Van Boven (BEL)            | 56e                   |
| 37                                      | Roel van Sintmaartensdijk (NED) | 70e                   |
| Directeur sportif : Sébastien Demarbaix |                                 |                       |

| Cofidis COF                          | Cofidis COF           | Cofidis COF |
| ------------------------------------ | --------------------- | ----------- |
| Num                                  | Coureur               | Pos         |
| 41                                   | Milan Fretin (BEL)    | 1er         |
| 42                                   | Piet Allegaert (BEL)  | 52e         |
| 43                                   | Nolann Mahoudo (FRA)  | 68e         |
| 44                                   | Jonathan Lastra (ESP) | 69e         |
| 45                                   | Jan Maas (NED)        | 90e         |
| 46                                   | Hugo Toumire (FRA)    | 94e         |
| 47                                   | Bryan Coquard (FRA)   | 34e         |
| Directeur sportif : Bingen Fernández |                       |             |

| Team TotalEnergies TEN              | Team TotalEnergies TEN  | Team TotalEnergies TEN |
| ----------------------------------- | ----------------------- | ---------------------- |
| Num                                 | Coureur                 | Pos                    |
| 51                                  | Alexys Brunel (FRA)     | 104e                   |
| 52                                  | Florian Dauphin (FRA)   | 81e                    |
| 53                                  | Joris Delbove (FRA)     | 97e                    |
| 54                                  | Fabien Doubey (FRA)     | 57e                    |
| 55                                  | Émilien Jeannière (FRA) | 3e                     |
| 56                                  | Nicola Marcerou (FRA)   | 96e                    |
| 57                                  | Anthony Turgis (FRA)    | 42e                    |
| Directeur sportif : Lylian Lebreton |                         |                        |

| Arkéa-B&B Hotels ARK              | Arkéa-B&B Hotels ARK   | Arkéa-B&B Hotels ARK |
| --------------------------------- | ---------------------- | -------------------- |
| Num                               | Coureur                | Pos                  |
| 62                                | Giosuè Epis (ITA)      | 65e                  |
| 63                                | Donavan Grondin (FRA)  | 74e                  |
| 64                                | Luca Mozzato (ITA)     | 75e                  |
| 65                                | Miles Scotson (AUS)    | 49e                  |
| 66                                | Florian Sénéchal (FRA) | 73e                  |
| 67                                | Nicolas Milesi (ITA)   | 93e                  |
| Directeur sportif : Arnaud Gérard |                        |                      |

| Movistar Team MOV                      | Movistar Team MOV         | Movistar Team MOV |
| -------------------------------------- | ------------------------- | ----------------- |
| Num                                    | Coureur                   | Pos               |
| 71                                     | Jorge Arcas (ESP)         | 36e               |
| 72                                     | Iván García Cortina (ESP) | 13e               |
| 73                                     | Lorenzo Milesi (ITA)      | 43e               |
| 74                                     | Orluis Aular (VEN)        | 10e               |
| 75                                     | Nairo Quintana (COL)      | 103e              |
| 76                                     | Mathias Norsgaard (DEN)   | 64e               |
| Directeur sportif : José Joaquín Rojas |                           |                   |

| Euskaltel-Euskadi EUS           | Euskaltel-Euskadi EUS          | Euskaltel-Euskadi EUS |
| ------------------------------- | ------------------------------ | --------------------- |
| Num                             | Coureur                        | Pos                   |
| 81                              | Xabier Berasategi (ESP)        | 18e                   |
| 82                              | Andoni López de Abetxuko (ESP) | 44e                   |
| 83                              | David Dekker (NED)             | 15e                   |
| 84                              | Paul Hennequin (FRA)           | 76e                   |
| 85                              | Iker Bonillo (ESP)             | 26e                   |
| 86                              | Unai Zubeldia (ESP)            | 60e                   |
| 87                              | Danny van der Tuuk (POL)       | 91e                   |
| Directeur sportif : Rubén Pérez |                                |                       |

| Team Jayco AlUla JAY             | Team Jayco AlUla JAY    | Team Jayco AlUla JAY |
| -------------------------------- | ----------------------- | -------------------- |
| Num                              | Coureur                 | Pos                  |
| 91                               | Hagos Welay Berhe (ETH) | 89e                  |
| 92                               | Anders Foldager (DEN)   | 17e                  |
| 93                               | Jesse Kramer (NED)      | 78e                  |
| 96                               | Jelte Krijnsen (NED)    | AB                   |
| 97                               | Jasha Sütterlin (GER)   | 67e                  |
| Directeur sportif : Rafael Valls |                         |                      |

| Burgos-Burpellet-BH BBH           | Burgos-Burpellet-BH BBH   | Burgos-Burpellet-BH BBH |
| --------------------------------- | ------------------------- | ----------------------- |
| Num                               | Coureur                   | Pos                     |
| 101                               | George Jackson (NZL)      | 50e                     |
| 102                               | Geórgios Boúglas (GRE)    | 37e                     |
| 103                               | Rodrigo Álvarez (ESP)     | 25e                     |
| 104                               | Ángel Fuentes (ESP)       | 23e                     |
| 105                               | David Martín Romero (ESP) | 40e                     |
| 106                               | Tomoya Koyama (JPN)       | AB                      |
| 107                               | Daniel Cavia (ESP)        | 31e                     |
| Directeur sportif : Damien Garcia |                           |                         |

| XDS Astana Team XAT                | XDS Astana Team XAT       | XDS Astana Team XAT |
| ---------------------------------- | ------------------------- | ------------------- |
| Num                                | Coureur                   | Pos                 |
| 111                                | Michele Gazzoli (ITA)     | 79e                 |
| 112                                | Max Kanter (GER)          | 2e                  |
| 113                                | Darren van Bekkum (NED)   | 84e                 |
| 114                                | Simone Velasco (ITA)      | 55e                 |
| 115                                | Gleb Syritsa (RUS)        | 39e                 |
| 116                                | Clément Champoussin (FRA) | 115e                |
| 117                                | Lev Gonov (RUS)           | 77e                 |
| Directeur sportif : Stefano Zanini |                           |                     |

| Caja Rural-Seguros RGA CJR         | Caja Rural-Seguros RGA CJR    | Caja Rural-Seguros RGA CJR |
| ---------------------------------- | ----------------------------- | -------------------------- |
| Num                                | Coureur                       | Pos                        |
| 121                                | Daniel Babor (CZE)            | 66e                        |
| 122                                | Iúri Leitão (POR)             | 9e                         |
| 123                                | Sergi Darder (ESP)            | 22e                        |
| 124                                | Samuel Fernández García (ESP) | 46e                        |
| 125                                | Joseba López (ESP)            | 48e                        |
| 126                                | Francisco Peñuela (VEN)       | 32e                        |
| 127                                | Eduard Prades (ESP)           | 45e                        |
| Directeur sportif : Rubén Martínez |                               |                            |

| Team Polti VisitMalta PTV                    | Team Polti VisitMalta PTV   | Team Polti VisitMalta PTV |
| -------------------------------------------- | --------------------------- | ------------------------- |
| Num                                          | Coureur                     | Pos                       |
| 131                                          | Andrea Pietrobon (ITA)      | 98e                       |
| 132                                          | Giovanni Lonardi (ITA)      | 5e                        |
| 133                                          | Mirco Maestri (ITA)         | 20e                       |
| 134                                          | Francisco Muñoz Llana (ESP) | 99e                       |
| 135                                          | Manuel Peñalver (ESP)       | 8e                        |
| 136                                          | Javier Serrano (ESP)        | 19e                       |
| 137                                          | Diego Pablo Sevilla (ESP)   | 62e                       |
| Directeur sportif : Jesús Hernández Blázquez |                             |                           |

| Equipo Kern Pharma EKP             | Equipo Kern Pharma EKP            | Equipo Kern Pharma EKP |
| ---------------------------------- | --------------------------------- | ---------------------- |
| Num                                | Coureur                           | Pos                    |
| 142                                | Miguel Ángel Fernández Ruiz (ESP) | 12e                    |
| 143                                | Francisco Galván (ESP)            | 14e                    |
| 144                                | Iñigo Elosegui (ESP)              | 111e                   |
| 145                                | Ibai Azanza (ESP)                 | 110e                   |
| 146                                | Antonio Jesús Soto (ESP)          | 21e                    |
| 147                                | Haimar Etxeberria (ESP)           | 16e                    |
| Directeur sportif : Juan José Oroz |                                   |                        |

| Team Flanders-Baloise TFB          | Team Flanders-Baloise TFB | Team Flanders-Baloise TFB |
| ---------------------------------- | ------------------------- | ------------------------- |
| Num                                | Coureur                   | Pos                       |
| 151                                | Alex Colman (BEL)         | 38e                       |
| 152                                | Tuur Dens (BEL)           | 100e                      |
| 153                                | Vince Gerits (BEL)        | 30e                       |
| 154                                | Aaron Van Poucke (BEL)    | AB                        |
| 155                                | Yentl Vandevelde (BEL)    | 47e                       |
| 156                                | Ward Vanhoof (BEL)        | 59e                       |
| 157                                | Victor Vercouillie (BEL)  | 109e                      |
| Directeur sportif : Andy Missotten |                           |                           |

| Illes Balears Arabay IBA           | Illes Balears Arabay IBA        | Illes Balears Arabay IBA |
| ---------------------------------- | ------------------------------- | ------------------------ |
| Num                                | Coureur                         | Pos                      |
| 161                                | Edgar Curto (ESP)               | 88e                      |
| 162                                | Joan Gamundi (ESP)              | 95e                      |
| 163                                | José María García Soriano (ESP) | 41e                      |
| 164                                | Ricard Fitó (ESP)               | 35e                      |
| 165                                | Unai Esparza (ESP)              | 107e                     |
| 166                                | Joan Albert Riera (ESP)         | 113e                     |
| 167                                | Sergio Trueba (ESP)             | 51e                      |
| Directeur sportif : Daniel Navarro |                                 |                          |

| VF Group-Bardiani CSF-Faizanè VBF | VF Group-Bardiani CSF-Faizanè VBF | VF Group-Bardiani CSF-Faizanè VBF |
| --------------------------------- | --------------------------------- | --------------------------------- |
| Num                               | Coureur                           | Pos                               |
| 171                               | Luca Colnaghi (ITA)               | 29e                               |
| 172                               | Luca Covili (ITA)                 | 61e                               |
| 173                               | Luca Paletti (ITA)                | 86e                               |
| 174                               | Filippo Turconi (ITA)             | 53e                               |
| 175                               | Martin Marcellusi (ITA)           | 102e                              |
| 176                               | Alessio Martinelli (ITA)          | 101e                              |
| 177                               | Andrea Montagner (ITA)            | 80e                               |
| Directeur sportif : Mirko Rossato |                                   |                                   |